# Leucania phragmitidicola
Leucania phragmitidicola är en fjärilsart som beskrevs av Achille Guenée 1852. Leucania phragmitidicola ingår i släktet Leucania och familjen nattflyn. Inga underarter finns listade i Catalogue of Life.